# かが屋
かが屋（かがや）は、マセキ芸能社に所属する日本のお笑いコンビ。コンビ名は、メンバー2人の名字「加賀」と「賀屋」を合わせたもの。

## メンバー
加賀 翔（かが しょう、1993年5月16日 - ）（32歳）
短髪。今は長め。舞台衣装は主に黒いTシャツ。
- 岡山県備前市出身。
- 最終学歴は備前市立備前中学校卒業。
- 身長174cm。足のサイズ28cm。血液型O型。
- 趣味は又吉直樹（ピース）の影響で始めた自由律俳句と短歌、特技はスナップ・ポートレート撮影。カメラはNikonを愛用。両利きで、お金が無い時代はセルフ散髪をしていた。ピクサー映画のファン。ジム通いをしている。
- 上田航平（元ゾフィー）、秋山寛貴（ハナコ）、林田洋平（ザ・マミィ）とコントを愛してやまないユニット『コント村』を結成し活動している。また、岡田康太（元なかよしビクトリーズ）、後藤拓実（四千頭身）、Mamiko（chelmico）とともに岡田軍団の一員。
- 小学4年生の時に両親が離婚。離婚前の旧姓は久保（くぼ）だった。幼稚園の時から祖母の元に預けられて育ち、その後祖母の元から一旦離れて父と暮らしていた頃もあった。加賀曰く実の父はかなり粗暴で荒くれ者であり、幼少期は理不尽な振舞いに翻弄され続け苦労する毎日を送っていたという。2021年11月10日にはその頃の父親との生活をモデルに執筆した小説『おおあんごう』を上梓した。本のタイトルは父親の口癖が由来となっている。
- 初めて面白いと思ったテレビ番組は、中学生の時に見ていた『人志松本のすべらない話』（フジテレビ）。父は明石家さんまが嫌いだったために、幼少期は彼の番組を見たことがなかった。少年時代はバラエティ番組よりも『ONE PIECE』（集英社）にハマっていた。中学時代は幼馴染の女ヤンキーの取り巻きと仲良くしていたため新しく友人を作る方法が分からず、高校では友人作りに失敗し不登校となる。その後、スクールカウンセラーとの面談の際にダウンタウンと島田紳助が好きだと答えると、見てもないのに「人を傷つけるお笑い」とカウンセラーに否定され喧嘩し、その日以降から学校に行かなくなり、そのまま中退。中退後は地元のスーパーマーケットでアルバイトをしていた。
- お笑い好きの幼馴染みに誘われ、NSCの大阪校に35期生として入学。しかしその幼馴染みは入学式約1か月前に入学を辞退。その時加賀も辞めたいと思っていたが母親からは「簡単な道じゃないんだから、どうしようもなくなるまでは帰ってくんな」と言われたため、当時からコントがしたいと思っていたことから1人コントで活動していた。しかしその後よしもと漫才劇場が出来ると知り、コントが出来なくなると考えて大阪NSCを中退し上京した。ギタリストになるため上京したという説があるが本人は否定している。なお、ギターは実際に弾ける。
- ポスティング、喫茶室ルノアールのアルバイト経験がある。
- 『ネタパレ 元旦1 売れっ子だらけのネタSP』（フジテレビ2019年1月1日放送）にて、復活し結成された「はっぱ隊2019 -NEW YEAR-」のメンバーとして出演した。
- 2020年8月11日、体調不良のため療養することを公表。2021年3月5日に生放送された『かが屋の鶴の間』（中国放送）への出演を以て、復帰を発表した。
- 前述にあるようにカメラでの撮影が趣味であり特技である。テレビ番組「ラヴィット!」などで披露する写真は殊の外定評がある。ニコンの役員から「プロカメラマンを名乗って支障がない」とお墨付きを貰ったこともある。愛用の機種は主にニコン製品でありプロ仕様のものも所有している。歌手の中森明菜は加賀の撮る写真を高く評価しており、2024年12月に行われたライブの撮影を直々にオファーした。それらの作品は2025年6月に開催された写真展「43rd ANNIVERSARY AKINA NAKAMORI PHOTO EXHIBITION」で披露された。

賀屋 壮也（かや そうや、1993年2月19日 - ）（32歳）
長髪。舞台衣装は主に白いTシャツ。
- 本名：賀谷 壯弥（読み同じ）
- 広島県呉市出身。
- 両親ともに国語教師である。
- 中学・高校は中高一貫校の私立呉青山中学校・高等学校に通っていた。最終学歴は東京学芸大学卒業。上京したいと思っており、学力が適当な都内の大学がたまたまそこだったため東京学芸大学を選んだ。教員免許所持（中学社会・高校公民）。大学では軟式野球サークルに入って活動。2019年現在はバレエを習っている。
- 身長178cm、足のサイズ28cm、血液型B型。
- 学生時代は「就職活動をしないで放送作家になるのもいいな」と思っていたことがある。
- 趣味は動物のイラストを描くこと、漫画を読むこと。特技は合唱で、かつて少年合唱団に所属していた。広島東洋カープのファン。加賀と同じくピクサー映画のファン。バナナマン・おぎやはぎ・ラーメンズの3組からなるユニット『君の席』に影響を受けた。
- 高校生時代からASIAN KUNG-FU GENERATIONの曲が好き。洋楽好きでもある。
- 加賀と同じく、賀屋の両親も離婚。離婚前の旧姓は平井（ひらい）。自身のTwitterアカウントのユーザーネームにもその名前が入っている。幼稚園入園の頃には母方の実家で暮らすようになっていた。コントの役柄はお母さんなどの女性役も多い。子供の頃は「何でも2番がいい」とよく言っていたということで、幼稚園の運動会でも1番で走っていたがわざと途中で立ち止まって2番になってゴールしたらしいと話している。少年時代はバラエティ番組よりも『おじゃる丸』、『忍たま乱太郎』、『クレヨンしんちゃん』、『犬夜叉』、『名探偵コナン』などのアニメをよく観ていた。中学時代は実家の薪で炊かれる風呂の煙突の煙で子ども部屋が燻されていたため、「臭い」などといじめにあっていた。好みのタイプはハーフ顔の人。女優との妄想日記を書いており、これは『かが屋の鶴の間』（中国放送）でもレギュラーコーナー化されている。
- 東京藝術大学に通っていた弟がおり、ルームシェアをしていたこともある。弟も映像に興味があった。
- 細田祥平（ひつじねいり）、木場事変（大仰天）、田中永真（まんじゅう大帝国）、ヤス（ナイチンゲールダンス）と5人でルームシェアをしていたが、2020年1月時点で既に解消している。

## 来歴
2012年、NSC大阪校（35期）に通っていた加賀は当時よしもと漫才劇場ができることで若手芸人が漫才しか出来なくなると勘違いし養成所を辞め、コントをやるために上京。偶然入った新宿の不動産屋がかもめんたるのファンであり、岩崎う大（かもめんたる）の地元の武蔵小金井を勧められたため住み始める。賀屋はオークラに憧れていて当時は放送作家志望だった。また大学のキャンパスに近い武蔵小金井に住んでいた。
2013年頃、アルバイト先のコンビニエンスストア（ファミリーマート）で店長が2人をめぐりあわせた。店長が無理やりコンビニの事務所で開いてくれた忘年会で同僚として出会い、そこで2人とも大のお笑い好き（特にバナナマンのファン）と知って意気投合する。加賀が朝の勤務、賀屋が夜の勤務だったため、それまで会ったことは無かった。賀屋から話しかけられたが、最初加賀は「（賀屋の）向かって来る圧力がすごかったんで、あまり関わらない方がいいかなと思っていた」という。賀屋曰く「いつの間にか互いにネタを考え始めた」ということでコンビを組むことになり、2015年結成。お笑い養成所経由ではなく（加賀はNSC中退）、現所属事務所のオーディションに合格し、賀屋の大学卒業後にデビュー。マセキ芸能社を選んだのは「芸人の数が少ないから入れたらカッコいい、先輩もカッコいい」と思ったからという。
キングオブコント2018にて準決勝に進出して脚光を浴びる。2019年7月14日放送の『ゴッドタン』（テレビ東京）の「この若手知ってんのか!?2019」の「こいつは天才だ！」と一目置かれている芸人部門で1位にランクイン、憧れのオークラに面白いと評価された。キングオブコント2019にて業界注目No.1の中、決勝進出。審査員の設楽統（バナナマン）からは最高評価の「94点」を付けられたが、他の審査員の点数が伸び悩み、結果は6位。
2020年8月11日、加賀が体調不良のため療養することを公表し、コンビでの活動休止を発表。以後は賀屋がピンで活動していたが、2021年3月5日、加賀が自身のラジオ番組『かが屋の鶴の間』（中国放送）にて復帰を報告した。
2022年9月6日、キングオブコント2022で3年ぶり2度目の決勝進出。3組目に登場し463点を記録。最終順位は5位。

## 芸風
舞台袖に最も芸人が集まるコント師と称され（2019年時）、日常のワンシーンを切り取ったような、身近な気まずいシチュエーションコント、「あるあるネタ」 を得意とする。
演劇性が高く、コントに入るにあたっての状況説明を一切せず、説明の台詞も極力省いている。森田哲矢（さらば青春の光）はかが屋のコントを「性格の悪いネタ」と称する。賀屋が誰かといちゃついていてそこに第三者の加賀が盗み見るような、賀屋と誰かのやり取りに加賀が巻き込まれる気まずいシチュエーションコントが多い。それは日常生活で2人だけでいるシチュエーションが少ないためである結果、電車や喫茶店など複数人が集まる場所が舞台になりやすい。特に電車の車中を舞台にしたネタが非常に多いため「『トレイン』という単独ライブをしたらいい」といじられるほどだという。その影響か、2019年のキングオブコント予選期間中、「今年のキングオブコントは既に裏でかが屋の優勝が決まっている」「決勝で新幹線のネタをやって優勝する」と噂されていたが当然そのような出来レースは存在せず、その上新幹線のネタは2019年8月時点では1つもなかった。
2人とも山陽地方出身のため、山陽方言を話すコントがある。賀屋は長髪のため女性役を演じることがある。腕毛や髭を剃りファンデーションを塗ることもある。
コント衣装は実にシンプルでいずれもジーンズを穿き、加賀が黒いシャツを、賀屋が白いシャツを着用する。小道具もほとんど使わない。理由はコントの小道具を増やす度にお金がかかるためである。また所属のマセキ芸能社が吉本のように劇場を持っておらず、セットや小道具が借りられないことも要因としている。
2人ともバナナマンのコントに強い影響を受け、加賀は「怖い話」、賀屋は「朝礼」のコントに衝撃を受けたという。プロ芸人となった後に影響を受けたのはテレビ番組で共演した5GAPで、顔芸やコミカルな動きといったコメディ要素を取り入れる転機となったという。
ネタの比率は加賀9に対して賀屋1で作っている。まず加賀がアイデアを出して核となる部分を作り、それを2人で話し合って実際に演じながら作っていくという方法をとっている。加賀の作った自由律俳句、賀屋の妄想日記をベースにしてその前後を膨らませることもある。2016年夏頃から起承転結を意識するようにしている。
加賀は「毎月100シチュエーション」を掲げており、その月に99個までしか思いつかなかった場合は次の月に101個考えるようにしている。加賀は「元々、身近な小さな笑いが好きで、毎月100個もネタを考えていると、事件ネタばかり書いていられないので自ずと設定が小さくなる」と話している。
漫才は一度だけ披露したことがあるものの、全くウケなかった訳ではないがトラウマになってしまったらしく「二度としない」と公言している。

## 賞レース成績
キングオブコント
| 年度   | 結果         | 会場                             | 日時        |        |
| ------ | ------------ | -------------------------------- | ----------- | ------ |
| 2014年 | 1回戦敗退    | シアターブラッツ                 | 7月5日      |        |
| 2015年 | 1回戦敗退    | シアターブラッツ                 | 8月1日      |        |
| 2016年 | 1回戦敗退    | シアターブラッツ                 | 8月1日      |        |
| 2017年 | 2回戦進出    | シアターブラッツ                 | 8月9日      |        |
| 2018年 | 準決勝進出   | マイナビBLITZ赤坂                | 9月6日・7日 |        |
| 2019年 | 決勝6位      | TBSテレビ                        | 9月21日     |        |
| 2020年 | 不参加       | 不参加                           | 不参加      | 不参加 |
| 2021年 | 準決勝進出   | 日経ホール                       | 9月2日・3日 |        |
| 2022年 | 決勝5位      | TBSテレビ                        | 10月8日     |        |
| 2023年 | 準決勝進出   | めぐろパーシモンホール・大ホール | 9月20・21日 |        |
| 2024年 | 準々決勝進出 | 渋谷区文化総合センター大和田     | 8月15日     |        |

その他
2018年
- 第9回 お笑いハーベスト大賞 - 本選出場

2019年
- 第1回 ツギクル芸人グランプリ - 準優勝
- 第6回 NHK新人お笑い大賞 - 本戦出場
- お笑い統一王座グランプリ - 準優勝

2020年
- ネタサンド - 準優勝

2021年
- R-1グランプリ2021 - 3位（賀屋）[38]

2022年
- 第43回ABCお笑いグランプリ - 決勝進出[39]

2023年
- ZAZY・かが屋主催「ガチトーナメント」 - 優勝

2024年
- 第45回ABCお笑いグランプリ 決勝進出[40]
- マイナビ Laughter Night - 7月月間チャンピオン[41]
- マイナビ Laughter Night  チャンピオンLIVE - 優勝（第10回グランドチャンピオン）

2025年
- 第46回ABCお笑いグランプリ - 決勝3位[42]

## 出演

### テレビ
現在のレギュラー番組
- 発見！かが屋の職人クエスト（NHK（中国地方ローカル）（2024年4月 -）

過去のレギュラー番組
- イマナマ!（中国放送、2020年1月10日 - 2020年7月10日） - 毎週金曜コーナー「かが屋のキングオブスクール」リポーター
- 戦国炒飯TV 〜なんとなく歴史が学べる映像〜（2020年8月1日 - 12月26日） - ミュージックトゥナイト MC
- 爆笑問題のシンパイ賞!! → 爆笑問題&霜降り明星のシンパイ賞!!（テレビ朝日、2019年10月4日 - 2021年9月19日） - 準レギュラー
- かがやけ! ミラクルボーイズ（テレビ神奈川、2022年1月2日 - 2024年3月21日）- 地上波初冠番組

不定期出演している番組
- ネタパレ（フジテレビ、2018年10月19日 - ）
- 有吉の壁（日本テレビ、2020年1月5日 - ）
- THE突破ファイル（日本テレビ、2019年10月24日 - ）
- ラヴィット!（TBSテレビ、2022年8月23日 - ）

スペシャル番組（特別番組）
- ENGEIトライアウト（フジテレビ、2018年9月25日）
- 朝まであらびき団SP あら-1グランプリ2018（TBSテレビ、2018年12月30日）
- 爆笑オンエアバトル20年SP（NHK総合、2019年3月23日）
- ENGEIグランドスラム（フジテレビ、2019年3月30日、8月17日）
- ツギクル芸人グランプリ2019（フジテレビ、2019年7月24日）
- 24時間テレビ「愛は地球を救う」（日本テレビ、2019年8月25日）
- キングオブコント（TBSテレビ、2019年9月21日）
- オールスター感謝祭（TBSテレビ、2019年9月28日）
- NHK新人お笑い大賞（NHK、2019年10月27日）
- 爆笑問題の検索ちゃん 芸人ちゃんネタ祭り（テレビ朝日、2019年12月20日）
- テレビ特区（フジテレビ、2019年12月30日）
- 内村&さまぁ〜ずの初出しトークバラエティ 笑いダネ（日本テレビ、2020年1月1日）
- みんなのかが屋@石川県（北陸朝日放送、2020年2月22日）
- ラフレクランのバズレクラン（テレビ東京、2020年3月25日）
- お笑いG7サミット（日本テレビ、2020年3月30日）
- お助け!コントット（テレビ朝日、2020年7月11日、7月18日、12月30日） - 2020年12月30日は賀屋のみ
- 東京 BABY BOYS 9（テレビ朝日、2020年8月1日、8月8日、12月30日） - 2020年12月30日は賀屋のみ
- 何でもない日（日本テレビ、2022年11月19日）
- ゴールデンラヴィット!（2022年12月28日、TBSテレビ）
- マイクロコントラボ（2023年2月24日、8月16日、フジテレビ）
- カープ開幕直前SP 鯉党!達川内閣（テレビ新広島 、2025年3月25日）

出演した番組
- 前略、西東さん（中京テレビ、2018年5月23日）
- 冗談騎士（BSフジ、2018年10月3日、2019年5月8日、5月15日）
- バナナマンの爆笑ドラゴン（NHK総合、2018年11月5日）
- ウチのガヤがすみません!（日本テレビ、2019年1月8日、
- ※注 芸人調べ（テレビ朝日、2019年1月25日、2月8日）
- そろそろ にちようチャップリン（テレビ東京、2019年3月23日、6月2日、8月17日、8月24日、12月18日、2020年2月8日）
- お願い!ランキング（テレビ朝日、2019年6月13日、8月27日、8月28日、2020年3月19日）
  - ネタサンド!（2019年6月13日、2020年3月19日）
  - 笑ってたまるか!（2019年8月27日、8月28日）

- ゴッドタン（テレビ東京、2019年7月14日、2020年3月7日、5月24日、2021年6月27日、7月4日、8月29日）
- アメトーーク!（テレビ朝日、2019年8月8日、12月30日※加賀のみ、2022年6月28日※加賀のみ、12月30日※加賀のみ、2023年3月9日※賀屋のみ）
- 超門クイズ！真実か？ウソか？（日本テレビ、2019年8月23日、9月13日）
- 有田P おもてなす（NHK、2019年10月19日、2020年3月7日）
- 坂上&指原のつぶれない店（TBSテレビ、2019年11月10日）
- スッキリ（日本テレビ、2019年11月22日、2020年1月9日）
- 沸騰ワード10（日本テレビ、2019年11月22日、2020年1月17日、2月23日、3月6日）- 加賀のみ
- バゲット（日本テレビ、2020年1月9日）
- くりぃむナンチャラ（テレビ朝日、2020年2月21日）
- 痛快TV スカッとジャパン（フジテレビ、2020年3月23日）
- ヒルナンデス!（日本テレビ、2019年11月22日、2020年1月9日、4月10日） - 2020年4月10日から金曜日のシーズン芸人として、宮下草薙・アインシュタインと週替わりで出演
- コネクト「#広島推し〜みんなの“推し”でつくるテレビ〜」（NHK広島、2024年12月20日）
- 所さんの学校では教えてくれないそこんトコロ!（テレビ東京、2025年2月14日） - 賀屋のみ

#### ドラマ
- グランメゾン東京 第2話（2019年10月27日、TBSテレビ） - 厨房スタッフ 役[47]
- 死役所 第6話（2019年11月21日、テレビ東京） - 本人たち 役、メインゲストのコンビが演じたネタの作成[48]
- マリーミー! 第1話（2020年10月4日、日本テレビ） - 警察官 役
- 魔進戦隊キラメイジャー 第40話（2021年1月24日、テレビ朝日） - 八太三郎 役（賀屋）
- でっけぇ風呂場で待ってます 第2話（2021年2月2日、日本テレビ） - 塹江 役および脚本担当（賀屋）
- ラジエーションハウスII〜放射線科の診断レポート〜 第1話（2021年10月4日、フジテレビ） - 山中博也（新人放射線技師）役（賀屋）
- 24時間テレビ 愛は地球を救う45「すぎやまこういち物語 ドラゴンクエスト『序曲』知られざる誕生秘話」（2022年8月27日、日本テレビ） - 中村光一 役（加賀）[49]
- 束の間の一花 第4話（2022年11月7日、日本テレビ） - 柿ピー先輩 役（賀屋）[50]
- この動画は再生できません（2022年、tvk）- 編集マン・江尻 役（加賀）、オカルトライター・鬼頭（賀屋）
- スタンドUPスタート 第1話（2023年1月18日、フジテレビ） - 新聞記者 役[51]
- だが、情熱はある（2023年4月9日 - 6月25日、日本テレビ） - ヒップホップユニット 役[52]
- お笑いインスパイアドラマ ラフな生活のススメ（2023年7月4日 - 、NHK総合）[53]
- オレは死んじまったゼ!（2023年9月1日 - 、WOWOW） - 桃山鉄郎 役（賀屋）[54]
- 新しい怖い 第1話「仏像触りたい」（2024年3月26日、日テレプラス ドラマ・アニメ・音楽ライブ） - 主演・清彦 役（加賀）[55]
- 藤子・F・不二雄 SF短編ドラマ シーズン2「いけにえ」（2024年5月26日、NHK BS） - 黒スーツの男 役（賀屋）[56]
- ビリオン×スクール 第1話（2024年7月5日、フジテレビ） - 観客 役
- 下山メシ 第2話（2024年11月22日〈21日深夜〉、テレビ東京） - シュンタ 役（加賀）[57]
- 完全不倫 -隠す美学、暴く覚悟-（2025年7月2日 - 、日本テレビ） - 内野航 役（賀屋）[58]

#### 配信ドラマ
- グラグラメゾン♥東京 〜平古祥平の揺れる思い〜（2019年10月21日 - 12月30日、Paravi） - 料理人 役[59]
- add9 Code（2021年10月3日 - 11月7日、YouTube）- レコーディングスタッフ 役（加賀）/柳徹(ヤナ) 役（賀屋）[60]
- 孤独のグルメ〜美味しいけどホロ苦い…井之頭五郎の災難〜 「相席編」「新人店員編」（2022年3月31日、Paravi / 4月1日、ひかりTV） - バイト 役（加賀）/ミッキー飯店の大将 役（賀屋）[61]
- 孤独のグルメ配信オリジナル2 五郎、芸人まみれ（2023年3月27日、Paravi / Lemino）[62]
- 東京タワー（2024年5月11日、TELASA） - 尾形篤男 役（賀屋）[63]
- The Power Slap（2025年春配信予定、SWIPEDRAMA）- 蛇川弘毅 役（加賀）[64]
- 不完全不倫 第3話（2025年7月16日、TVer） - 内野航 役（賀屋）[65]

### 映画
- 劇場版 ほんとうにあった怖い話 事故物件芸人（2021年1月22日公開、NSW） - 野田二郎 役（賀屋）[66]
- 有吉の壁 カベデミー賞 THE MOVIE「万引き裸族」（2022年6月11日、ライブビューイングジャパン）[67]　賀屋のみ
- さかなのこ（2022年9月1日公開予定、東京テアトル） - 水族館の先輩飼育員 役（賀屋）[68]
- この動画は再生できません THE MOVIE（2024年9月13日公開、ビデオプランニング） - 江尻真 役（加賀） / 鬼頭和弘 役（賀屋）[69][70]
- 6人ぼっち（2025年5月2日公開） - 島 役（加賀）[71][72]

### 劇場アニメ
- 映画ドラえもん のび太の地球交響楽（2024年3月1日公開、東宝） - バンドメンバー、漫才師、歌のおじいちゃん 役（声の出演、歌のおじいちゃん役は賀屋のみ）[73]

### CM
- FiNC（フィンク）カラダのすべてを、ひとつのアプリで。 - 賀屋のみ
  - ｢最近妻が」編[74]
  - ナイスビューティー編
- トヨタホーム
  - Web CM「スマエア百景」[75] - 第1話-第6話はコンビで出演、第7話は賀屋のみ
- さとふる ふるさと納税サイト - 賀屋のみ
  - 「君は？」編[76]
  - 「けっこうやってる」編
- モンスターストライク×かぐや様は告らせたい[77]
- DeltaX 「塾選」（ジュクセン）[78]
- ココチエ「WEB招待状ヨブナラ」[79]

### ラジオ
現在のレギュラー番組
- かが屋の鶴の間（中国放送、2019年1月3日、4月26日 - ）- 2019年4月-2020年3月毎月第4金曜日、2020年4月3日-毎週金曜日
- GURU GURU!（J-WAVE、2024年10月7日 - ） - 加賀のみ
- マイナビ Laughter Night かが屋の亀の間（TBSラジオ、2025年4月4日 - ）毎週金曜24:30〜25:00放送

過去の出演番組
- 裏ミッドナイト・ダイバーシティー〜正気のSaturday Night（JFN PARK、2018年10月28日(27日深夜)）
- 三四郎のオールナイトニッポン年越し初笑いスペシャル（ニッポン放送、2019年1月1日(2018年12月31日深夜)）
- マイナビ Laughter Night（TBSラジオ、2019年2月8日、3月23日）
  - 月間チャンピオントーク（ラジオクラウド、2019年4月13日、4月29日）

- かが屋のオールナイトニッポン0(ZERO)（ニッポン放送、2019年8月18日(17日深夜)、2020年2月16日(15日深夜)）
- コント村のオールナイトニッポン0（ニッポン放送、2020年9月23日(22日深夜)） - 賀屋のみ
- 24時のハコ（TBSラジオ、2021年4月1日(3月31日深夜) - 4月29日(28日深夜)）- 2021年4月度パーソナリティー

### ウェブ番組
- チャンスの時間（AbemaTV、2019年7月24日、8月21日）
- かが屋の最悪な予定（SunSetTV、2019年11月29日 - 2020年1月17日）
- 恋、ランドリー。（hulu、2020年8月1日 - ） - 脚本、出演
- TOON GATE 縦スクマンガ制作リアリティショー（YouTube、2022年6月28日 - ） - サポーター（レギュラー）※賀屋のみ[91][92]
- 風雲!たけし城（Amazon Prime Video、2023年4月21日 - ）

### ライブ
- 第1回かが屋単独ライブ『瀬戸内海のカロ貝』（2018年3月27日、新宿シアターブラッツ）
- 第2回かが屋単独ライブ『瀬戸内海のカロカロ貝』（2019年4月27日、北沢タウンホール）
- 自主ライブ『速いビーム』
- トークライブ『かが屋×ザ・マミィ two-man talk』（2019年10月24日 - 不定期開催）
- かが屋の新春ネタ初め一週間興行『寅』（2022年1月17日 - 1月23日、駅前劇場）
- かが屋の新春ネタ初め一週間興行『寅』特別公演 かが屋×ダウ90000『タイガー』（2022年1月20日、駅前劇場）
- 第3回かが屋単独ライブ『瀬戸内海のカロ貝屋』（2022年5月27日 - 5月29日、草月ホール / 6月4日 - 6月5日、ABCホール）
- トークライブ『やっぱなんでもない』（2022年7月1日 - 月1回開催）※加賀のみ
- かが屋の新春ネタ初め一週間興行『卯』（2023年1月13日 - 1月15日、駅前劇場）[注 4]
- かが屋の新春ネタ初め一週間興行 『卯』ライブ・ヴューイングイベント（2023年1月22日、草月ホール）
- 第4回かが屋単独ライブ『瀬戸内海のカロカロ貝屋』（2023年4月8日 - 4月9日、ABCホール / 4月15日 - 4月16日、さん太ホール / 4月21日 - 4月22日、南文化小劇場 / 5月4日 - 5月7日、草月ホール）
- ランジャタイ×かが屋ツーマンライブ『葡萄パープル』（2024年3月13日、草月ホール）[93]

### ミュージック・ビデオ
- あいなぷぅ「2番めの恋」（2020年1月14日）※加賀のみ[94]
- Creepy Nuts「バレる!」（2021年6月1日）[95]
- 松室政哉「フレンチブルドッグ」（2025年2月19日）※賀屋のみ[96]

## DVD
- カロ（コンテンツリーグ、2019年12月25日）
  - 収録内容：サプライズ、合唱、目標、自転車、誘われ待ち、こたつ、市役所、花束、イヤホン、田舎の家族
- 第3回かが屋単独ライブ「瀬戸内海のカロ貝屋」（Mastard Records、2022年9月28日）
  - 収録内容：アナログ派、豆腐と納豆、入院、好きなように生きる、ここ前なんだっけ？、タクシー、霊 / 特典映像、副音声コメンタリー

## 書籍
- おおあんごう（講談社、2021年11月10日）ISBN 978-4-06526-040-1 - ※加賀単著